# جون ألكورن (مغن)
جون ألكورن (بالإنجليزية: John Alcorn)‏ هو مغني وكاتب غنائي وعازف بيانو كندي بدأ مسيرته الفنية عام 1990.

## وصلات خارجية
- جون ألكورن على موقع ميوزك برينز (الإنجليزية)
- الموقع الإلكتروني